# Jean Sentuary
Pour les articles homonymes, voir Sentuary.
Jean (de) Sentuary, né le 25 janvier 1711 à Langon, mort le 19 février 1784 à Capian, est une personnalité française qui a exercé les fonctions de gouverneur de Bourbon au milieu du XVIIIe siècle.

## Biographie
D'abord avocat au Parlement de Bordeaux, puis procureur général de l'île du sud-ouest de l'océan Indien désormais appelée La Réunion, il a ensuite été le gouverneur de la colonie entre le 7 septembre 1763 et le 14 octobre 1763. 
Il est le père de trois élégantes célèbres, Marie-Catherine Sentuary, Michelle de Bonneuil et Françoise-Augustine Duval d'Eprémesnil.

## Annexe